# Kriegergedächtniskapelle (Appelhülsen)

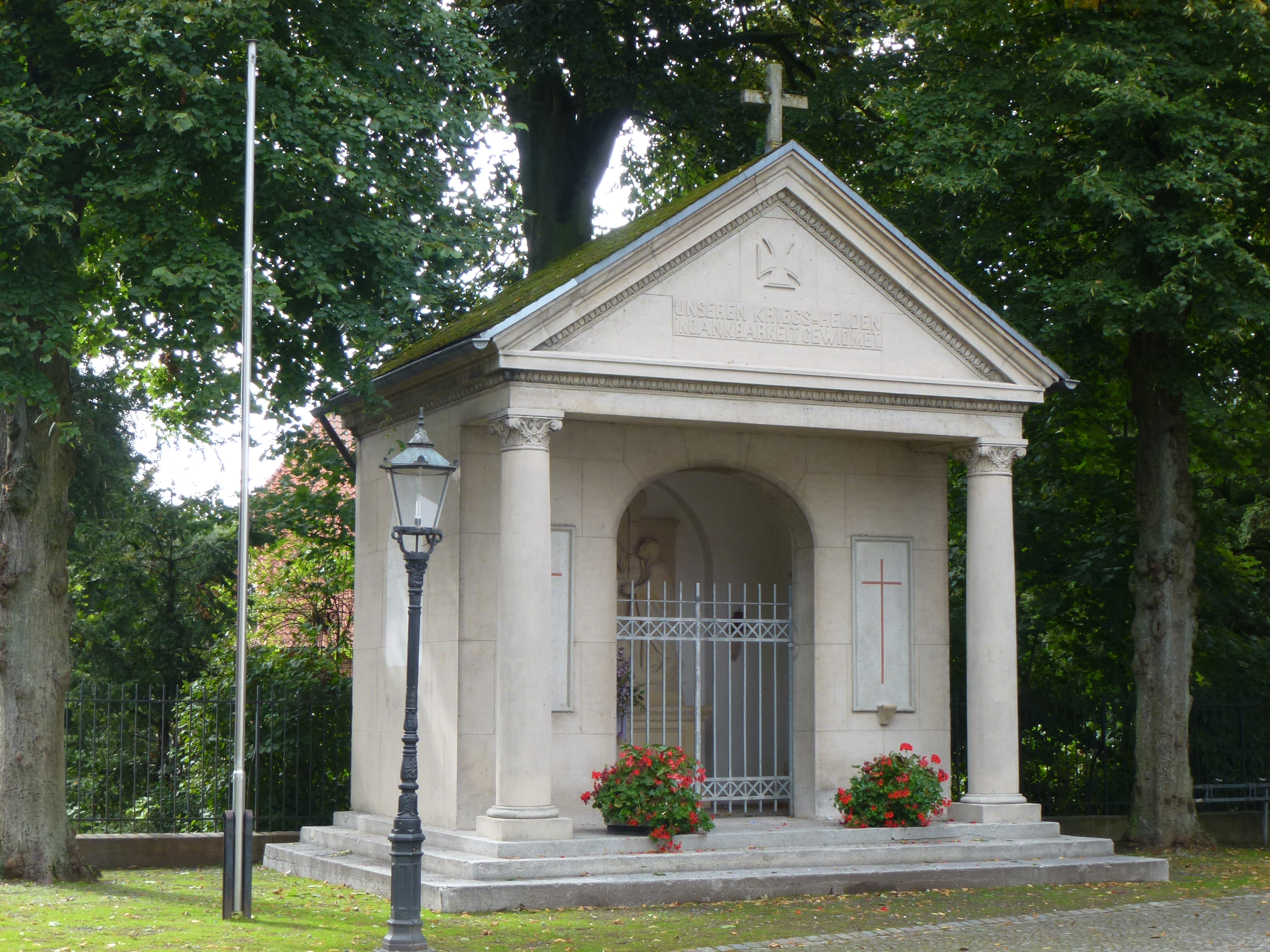
Kriegergedächtniskapelle

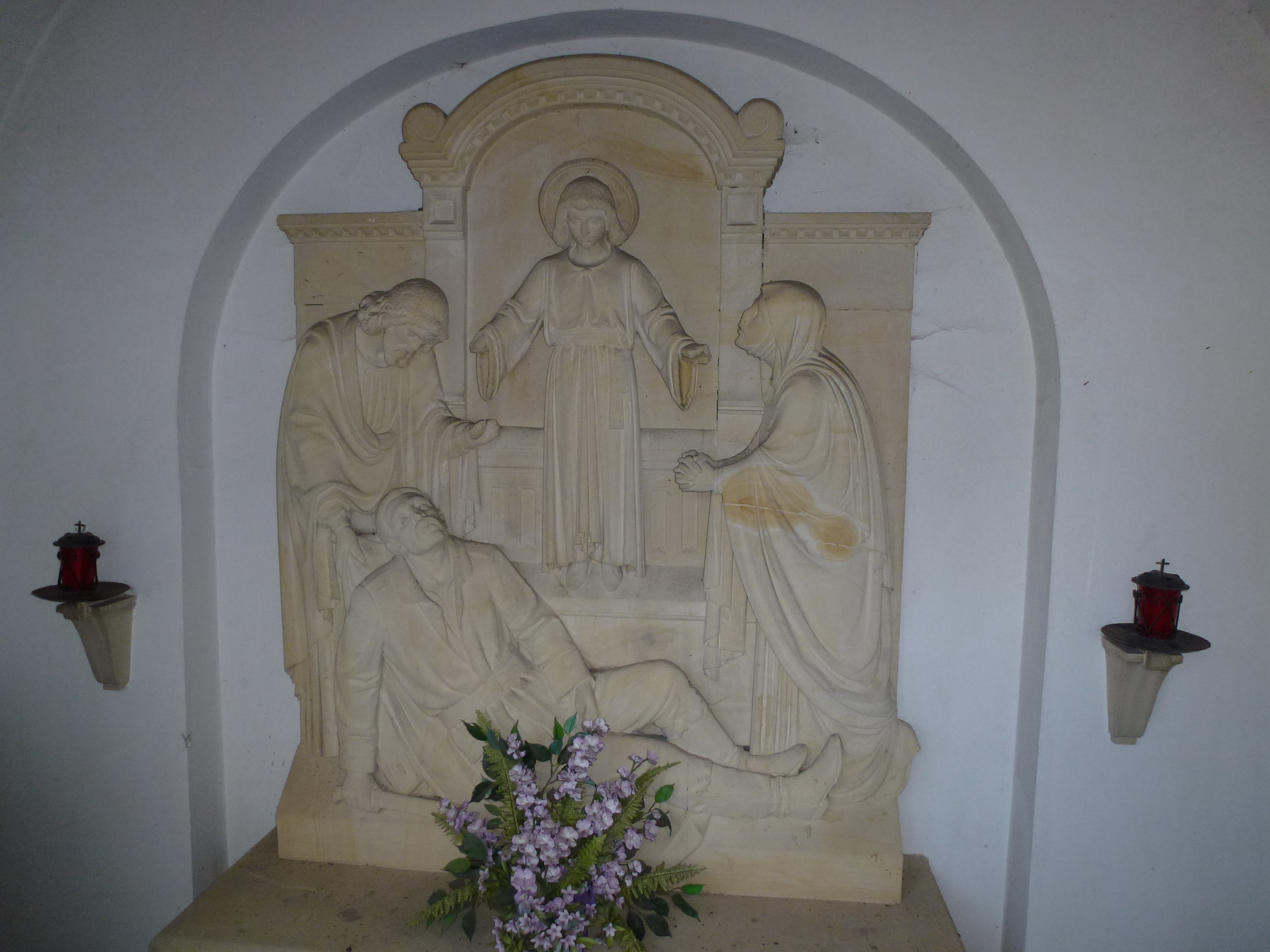
Relief innerhalb der Kapelle

Die Kriegergedächtniskapelle liegt am Marienplatz im Ortsteil Appelhülsen der Gemeinde Nottuln im Kreis Coesfeld, Nordrhein-Westfalen.
Die neoklassizistische Kapelle wurde im Jahr 1923 in Form eines Tempels errichtet und soll als Mahnmal an die Toten der beiden Weltkriege erinnern. Das Relief im Innern zeigt den von Fürbittenden umgebenen Christusknaben, der einen sterbenden Krieger segnet.
Im Giebel der Kapelle steht: „Unseren Kriegshelden in Dankbarkeit gewidmet“.
Im Jahr 1953 wurde die Kapelle von Mitgliedern des Bürgerschützenverein Appelhülsen weitgehend in Eigenleistung restauriert und umgestaltet. Die Seitenfenster wurden vermauert und die Wände neu scharriert. Ab 1970 wurden die Namen von den Gefallenen und Vermissten aus den beiden Weltkriegen in zwei große Steintafeln graviert und im Innern der Kapelle angebracht.
Die Kapelle steht unter Denkmalschutz. Sie wurde in die Denkmalliste der Gemeinde Nottuln unter der Denkmalnummer A109 eingetragen.